# Neoconocephalus pullus
Neoconocephalus pullus är en insektsart som först beskrevs av Heinrich Hugo Karny 1907.  Neoconocephalus pullus ingår i släktet Neoconocephalus och familjen vårtbitare. Inga underarter finns listade i Catalogue of Life.